# Гоа-Марал
Гоа-Марал (Хо-Марал, Хоай-Марал, Коай-Марал; монг. Гуа Марал — «прекрасная лань» (также встречается вариант «каурая лань») — легендарная прародительница монголов и предок Чингисхана, старшая супруга Бортэ-Чино и мать Бата-Чагана. Согласно преданиям, приведённым в «Сокровенном сказании монголов» и «Сборнике летописей» Рашид ад-Дина, Гоа-Марал вместе с мужем переплыла море Тенгис (вероятно, озеро Байкал) и поселилась на горе Бурхан-Халдун у берегов реки Онон. Если верить расчётам Рашид ад-Дина, это произошло примерно в середине VIII века.
В исторических памятниках запечатлены строки, гласящие о том, что Чингисхан, находясь на охоте в Хангайских горах, повелел: «попадут в облаву Бортэ-Чино и Гоа-Марал. Не иди на них». Бортэ-Чино и Гоа-Марал, далёкие предки монголов, были также и их онгонами (духами предков рода). Учёные, рассматривая данное событие, пришли к заключению, что волк и марал были тотемами древних монголов, поэтому на них было запрещено охотиться
У летописца XVIII века Мэргэн Гэгэна Гоа-Марал указана как «госпожа Марал из рода Хова»; оставшаяся беременной после смерти мужа — вождя племени, обитавшего около горы Бурхан-Халдун. Она становится женой Бортэ-Чино, который, в свою очередь, женившись на ней, занимает положение вождя. 